# Öxnevalla kyrka
Öxnevalla kyrka en kyrkobyggnad belägen i kyrkbyn Öxnevalla, nära Horred i Marks kommun. Den tillhör Öxnevalla församling i Göteborgs stift och Svenska kyrkan.

## Historia
En medeltida träkyrka låg på nästan samma plats där nuvarande kyrka ligger. Första stenkyrkan som utgör grunden till nuvarande kyrkobyggnad uppfördes 1615. Ett kyrktorn av sten fanns men förstördes senare. En genomgripande ombyggnad genomfördes 1773 då absiden revs och långhuset förlängdes åt öster. Ett kyrktorn som ingår i nuvarande kyrka uppfördes 1788. Den 21 juni 1825 slog blixten ned och kyrkan ödelades vid påföljande brand. Samma år startade byggmästare från Sandhults socken återuppbyggnaden på de gamla murarna.

## Kyrkobyggnad
Den återuppbyggda kyrkan invigdes den 22 september 1828. Nuvarande tornspira tillkom 1912. År 1956 insattes blyinfattade fönster och 1958 genomgick kyrkan en grundlig restaurering. En sakristia i norr byggdes till 1962. Den var tidigare inrymd bakom altaruppsatsen. Tornspiran reparerades 1991 efter att ha drabbats av rötskador. I korfönstren finns glasmålningar med olika motiv från Jesu liv.

## Inventarier
Endast ett fåtal inventarier kunde räddas vid branden 1825.
- En offerkista med tre lås härstammar från 1700-talet och står i koret.
- En offerhåv med krans av silver är från 1767 och hänger över sidoingången. Kistan och offerhåven räddades från branden och hör till de äldsta inventarierna.
- Predikstolen tillverkades på 1880-talet av Edvard Börjesson i Istorp. Predikstolen har ett bokstöd i form av en uppslagen bibel.
- Dopfunten i bohusgranit tillverkades 1969 Erik Nilsson, Harplinge.
- I koret finns en ljuskrona från 1700-talet.

### Orgel
- Orgelverket är mekaniskt och tillverkat 1968 av Tostareds Kyrkorgelfabrik. Det har tretton stämmor, fördelade på två manualer och pedal. Det befinner sig bakom en nu ljudande fasad, som härstammar från 1893 års orgel byggd av Salomon Molander.[1]

## Omgivning
- Ett vitputsat bårhus i sten ligger nordväst om kyrkan. Troligen uppfördes bårhuset under 1800-talets första hälft. Under senare tid har personalrum och toaletter byggts till.
- Kyrkogården inhägnas av en kallmurad stenmur. I muren har det funnits stigluckor men dessa revs vid 1800-talets slut.